# Ryūji Kawai
Ryūji Kawai (jap. 河合竜二 Kawai Ryūji; ur. 14 lipca 1978) – japoński piłkarz występujący na pozycji pomocnika. Obecnie występuje w Hokkaido Consadole Sapporo.

## Kariera klubowa
Od 1997 roku występował w klubach Urawa Red Diamonds, Yokohama F. Marinos i Hokkaido Consadole Sapporo.